# Rommelsbach
Rommelsbach is een plaats in de Duitse gemeente Reutlingen, deelstaat Baden-Württemberg, en telt 5.882 inwoners (2007).

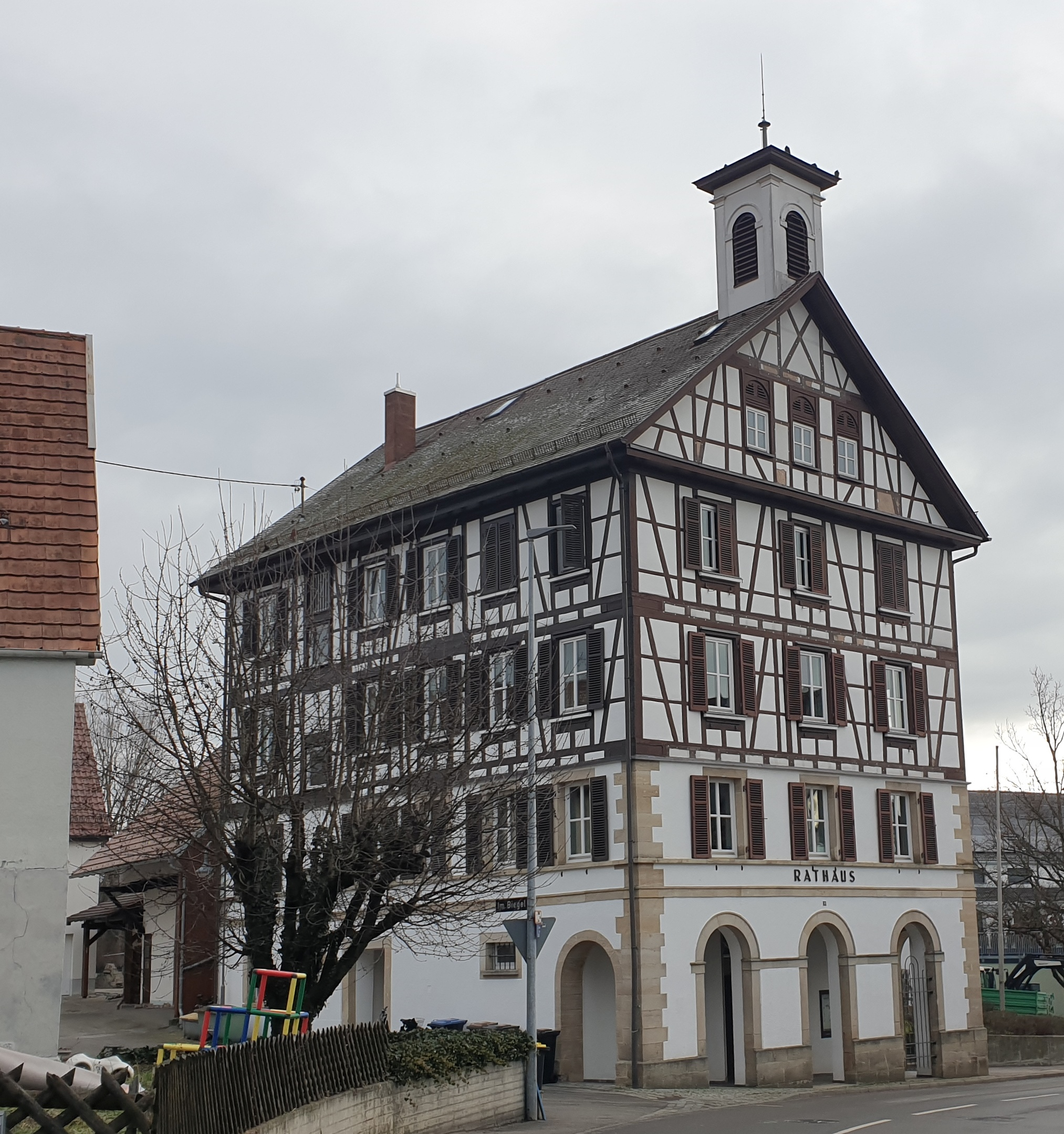
Raadhuis
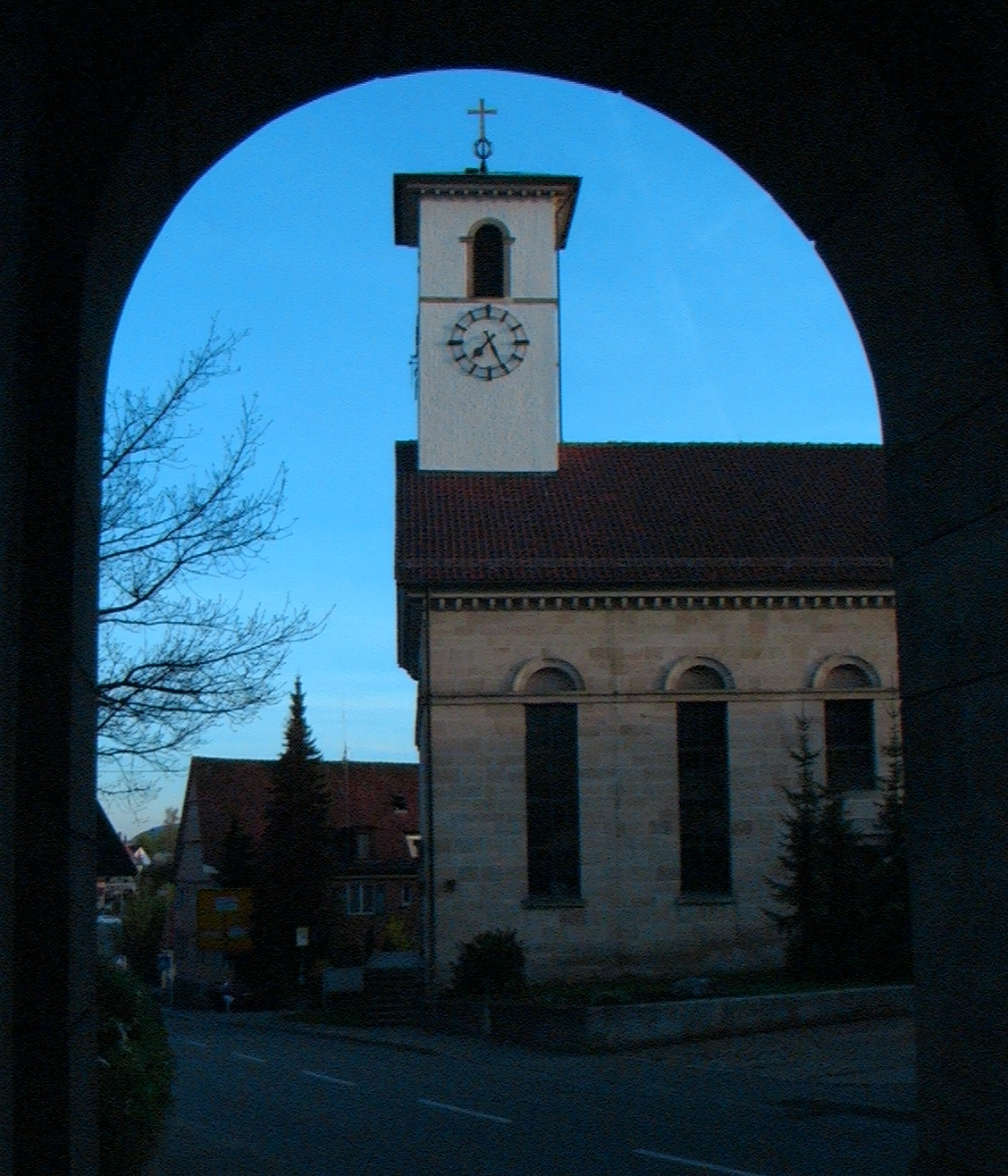
Martinskirche